# Wolter Gahn

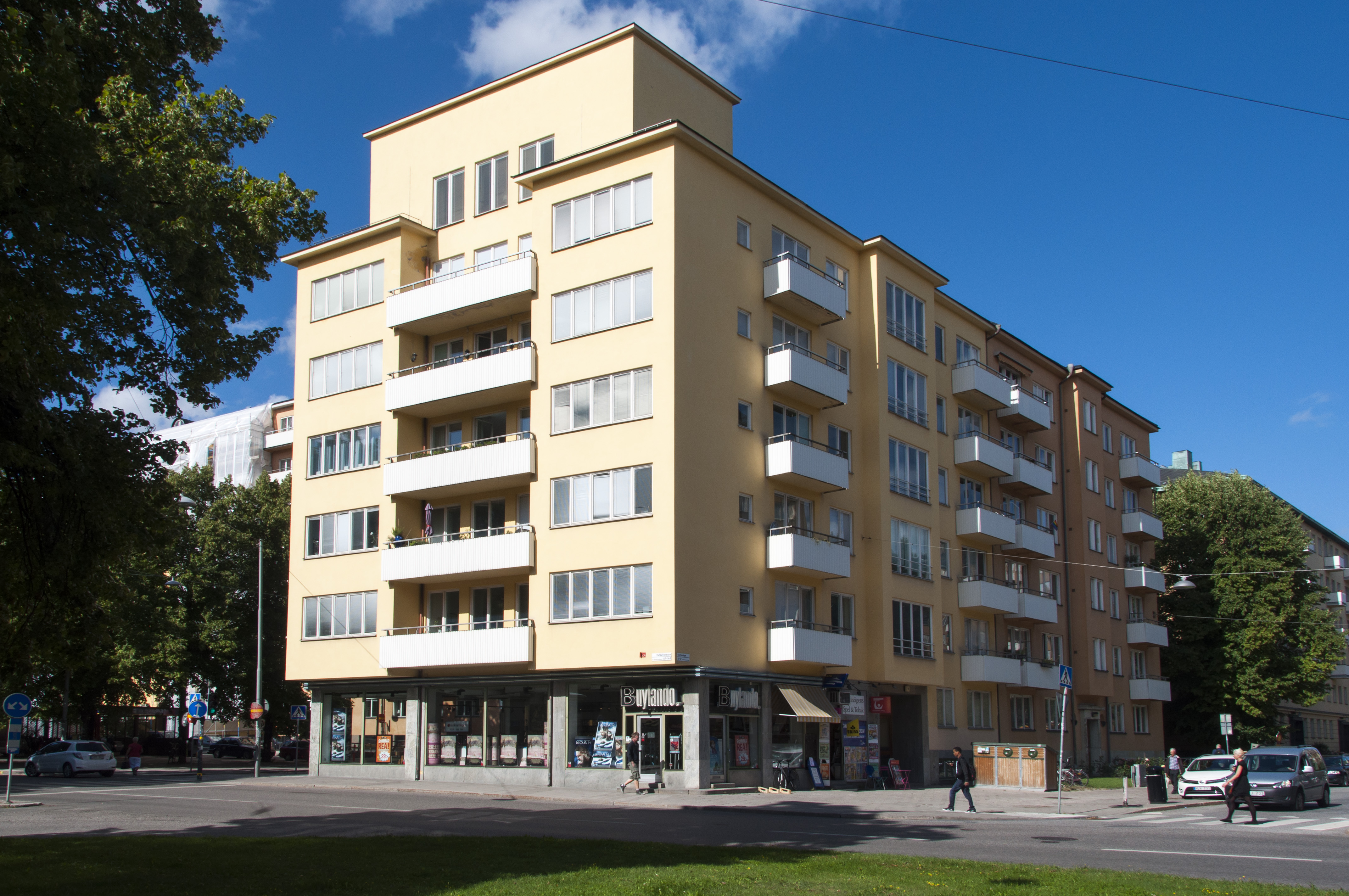
Edificio de Demonstrationen 1, Estocolmo (1932)

Wolter Barclay Gahn (Uppsala, 13 de mayo de 1890-Estocolmo, 15 de agosto de 1985) fue un arquitecto racionalista sueco. 

## Trayectoria
Estudió en la Escuela Superior de Bellas Artes de Estocolmo, donde se tituló en 1919. En 1922 ganó junto a Gustaf Clason el concurso para el nuevo Palacio del Gobierno en Estocolmo, realizado entre 1929 y 1936. Entre 1924 y 1929 trabajó para la Oficina de Urbanismo de Estocolmo. Fue también redactor jefe de la revista Byggmästaren entre 1925 y 1928.
En 1931 fue uno de los redactores del manifiesto Acceptera, junto a Erik Gunnar Asplund, Eskil Sundahl, Sven Markelius, Gregor Paulsson y Uno Åhrén, en el que defendían la arquitectura funcionalista, que había cobrado un gran auge en Suecia gracias al impulso iniciado en la Exposición de Estocolmo de 1930.
Su obra más destacada fue el Teatro y sala de conciertos de Karlskrona (1936-1939). En esta ciudad realizó numerosos proyectos, especialmente edificios de viviendas, la mayoría realizados en ladrillo en un estilo sobrio y depurado.
Se retiró en 1963.